# Tokugawa Akitake

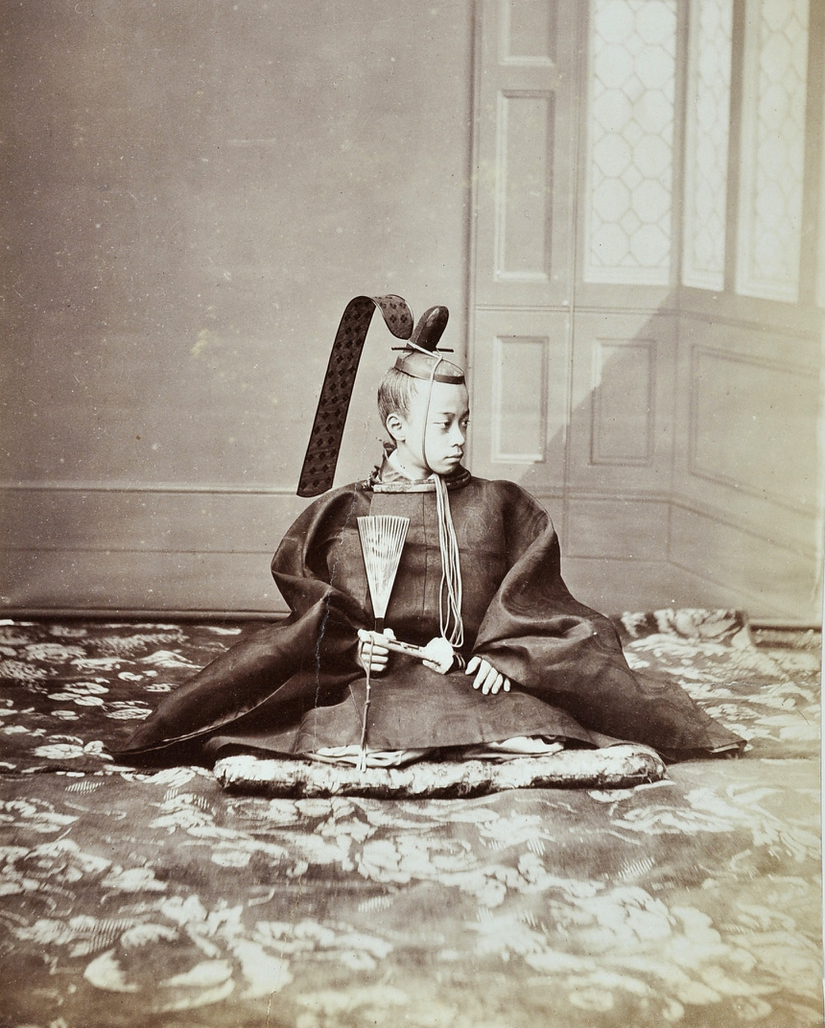
Tokugawa Akitake (1853-1910).

Tokugawa Akitake (徳川 昭武, , 26 de outubro de 1853 - 3 de julho de 1910) foi um Daimyō do Período Edo da História do Japão, que governou o Domínio de Mito (na Província de Hitachi) de 1868 até a Abolição do sistema han em 1871 .

## Vida
Akitake nasceu em Komagome , Tóquio , foi o 18 º filho de Tokugawa Nariaki. Em 1866 tornou-se Líder do Ramo Shimizu dos Tokugawa antes de sua partida para a França . 
Akitake liderou a delegação japonesa para a Exposição Universal de 1867 em Paris , onde o Japão teve o seu próprio pavilhão . Ele foi designado como emissário especial para a França e chefe da delegação japonesa para a exposição de Paris em 28 de novembro de 1866. A missão deixou Yokohama em 11 de janeiro de 1867, e chegou a Paris , dois meses depois .  A feira despertou grande interesse no Japão, e permitiu que muitos visitantes a entrar em contato com a arte e as técnicas de japonês . 
Akitake ficou na França para prosseguir os estudos, mas teve que retornar ao Japão com a Restauração Meiji em 1868. Após seu retorno, se tornou Líder do Ramo Mito dos Tokugawa e Daimyō  do Domínio de Mito. 
Em 1876, Akitake foi para o Estados Unidos, como o emissário encarregado da exposição japonesa na Exposição Universal de 1876 na Filadélfia. Depois novamente vai para a França completar os estudos. Volta ao Japão em 1881, onde serviu o Imperador Meiji . 
| Precedido por Tokugawa Yoshiatsu | - 11º Líder do Ramo Mito 1868-1883 | Sucedido por Tokugawa Atsuyoshi      |
| Precedido por Tokugawa Yoshiatsu | 11º Daimyō de Mito 1868-1871       | Sucedido por Abolição do sistema han |